# Новоюмраново
Новоюмра́ново (рос. Новоюмраново, башк. Яңы Йомран) — присілок у складі Чекмагушівського району Башкортостану, Росія. Входить до складу Башировської сільської ради.
Населення — 55 осіб (2010; 79 у 2002).
Національний склад:
- башкири — 57 %
- татари — 43 %